# Seznam vzdoropapežů
Seznam vzdoropapežů podle současného římskokatolického pohledu:

## do roku 384
| Papež           | Občanským jménem | V období      | Poznámky                                                      |
| Hippolyt Římský |                  | 217–235       | Jako jediný vzdoropapež byl svatořečen. Zemřel jako mučedník. |
| Novatianus      |                  | 251 – asi 258 |                                                               |
| Felix II.       |                  | 356–365       | nejistá legitimita                                            |
| Ursinus         |                  | 366–367       |                                                               |

## 384 až 1054
| Papež           | Občanským jménem  | V období | Poznámky           |
| Eulalius        |                   | 418–419  |                    |
| Laurentius      |                   | 498–506  |                    |
| Dioscuros       |                   | 530      | nejistá legitimita |
| Theodor I.      |                   | 687      |                    |
| Paschalis I.    |                   | 687–692  |                    |
| Konstantin II.  |                   | 767–768  |                    |
| Filip           |                   | 768      |                    |
| Jan             |                   | 844      |                    |
| Anastasius III. |                   | 855      |                    |
| Christoforus    |                   | 903–904  | nejistá legitimita |
| Bonifác VII.    | Franco Ferruci    | 974      |                    |
| Jan XVI.        |                   | 997–998  |                    |
| Řehoř VI.       |                   | 1012     |                    |
| Silvestr III.   | Giovani di Sabina | 1045     | nejistá legitimita |

## 1055 až 1418
| Papež                      | Občanským jménem              | V období  | Poznámky                                    |
| Benedikt X.                | Giovanni Mincio               | 1058–1059 |                                             |
| Honorius II. (vzdoropapež) | Pietro Cadalus z Parmy        | 1061–1064 |                                             |
| Klement III.               | Wibert z Ravenny              | 1084–1100 |                                             |
| Theodoricus                | Theoderich                    | 1100      |                                             |
| Albertus                   | Alberto di Sabina             | 1102      |                                             |
| Silvestr IV.               | Maginulf                      | 1105–1111 |                                             |
| Řehoř VIII.                | Mauritius Burdinus            | 1118–1121 |                                             |
| Celestýn II.               | Tebaldo Buccapecus            | (1124     |                                             |
| Anaklét II.                | Pietro Pierleoni              | 1130–1138 |                                             |
| Viktor IV.                 | Gregorio Conti z Ceccana      | 1138      |                                             |
| Viktor IV.                 | Octaviano de Montecello       | 1159–1164 |                                             |
| Paschalis III.             | Guido z Cremony               | 1164–1168 |                                             |
| Kalixt III.                | Jan ze Strumy                 | 1168–1178 |                                             |
| Inocenc III.               | Lando ze Sezze                | 1179–1180 |                                             |
| Mikuláš V.                 | Pietro Rainalducci            | 1328–1330 | v Římě (sídlo papeže v Avignonu)            |
| Klement VII.               | Robert hrabě Ženevský         | 1378–1394 | v Avignonu                                  |
| Benedikt XIII.             | Pedro Marinez de Luna y Gotor | 1394–1423 | v Avignonu                                  |
| Alexandr V.                | Pietro Philargi               | 1409–1410 | zvolený Pisánským koncilem                  |
| Jan XXIII.                 | Baltasare Cossa               | 1410–1415 | následník Alexandra V. (pisánská obedience) |

## Od roku 1418
| Papež         | Občanským jménem           | V období  | Poznámky   |
| Klement VIII. | Gil Sánchez Muñoz y Carbón | 1423–1429 | v Avignonu |
| Benedikt XIV. | Bernard Garnier            | 1425–1430 | v Avignonu |
| Felix V.      | Amadeus hrabě Savojský     | 1439–1449 |            |